# ایلییا مارکوسکی
ایلییا مارکوسکی (اوکراینی: Ілля Ернестович Марковський؛ زادهٔ ۶ ژوئن ۱۹۹۷) بازیکن فوتبال اهل اسلوونی است.
از باشگاه‌هایی که در آن بازی کرده‌است می‌توان به باشگاه فوتبال چورنومورتس اودسا و باشگاه فوتبال پائوک اشاره کرد.
وی همچنین در تیم ملی فوتبال Ukraine U19 بازی کرده‌است.